# Llengües txukotkokamtxatkianes
Les llengües txukotkokamtxatkianes formen un grup de llengües de Sibèria que es considera una família lingüística independent que potser descendeix del nostràtic o està emparentada amb les llengües esquimoaleutianes (hi ha controvèrsia entre els filòlegs sobre el seu estatus). La família inclou cinc llengües conegudes: el txuktxi (la de més parlants), el koriak, l'alutor, el kerek (extinta probablement a finals del segle XX) i la llengua itelmen, la més allunyada de la resta.
Des de 1775 també se les ha anomenades llengües Luoravetlan (o Luorawetlan). Aquesta és una de les denominacions de l'idioma Txuktxi, així que pot ser preferible per a la família el derivat llengües luoravetlàniques.
Aquestes llengües s'escriuen en alfabet ciríl·lic per influència del rus. Diferencien entre gènere animat i no animat i tenen un ordre canònic de subjecte-verb-objecte, si bé el verb pot posposar-se en determinades construccions. El verb tendeix a acumular els complements en una sola paraula amb morfemes i distingeix el subjecte segons si una oració és transitiva o manca de complement directe